# Colonia Doctor Gustavo Baz, Ocuilan
Colonia Doctor Gustavo Baz är en ort i kommunen Ocuilan i delstaten Mexiko i Mexiko. Samhället hade 1 255 invånare vid folkräkningen år 2020.